# Dono

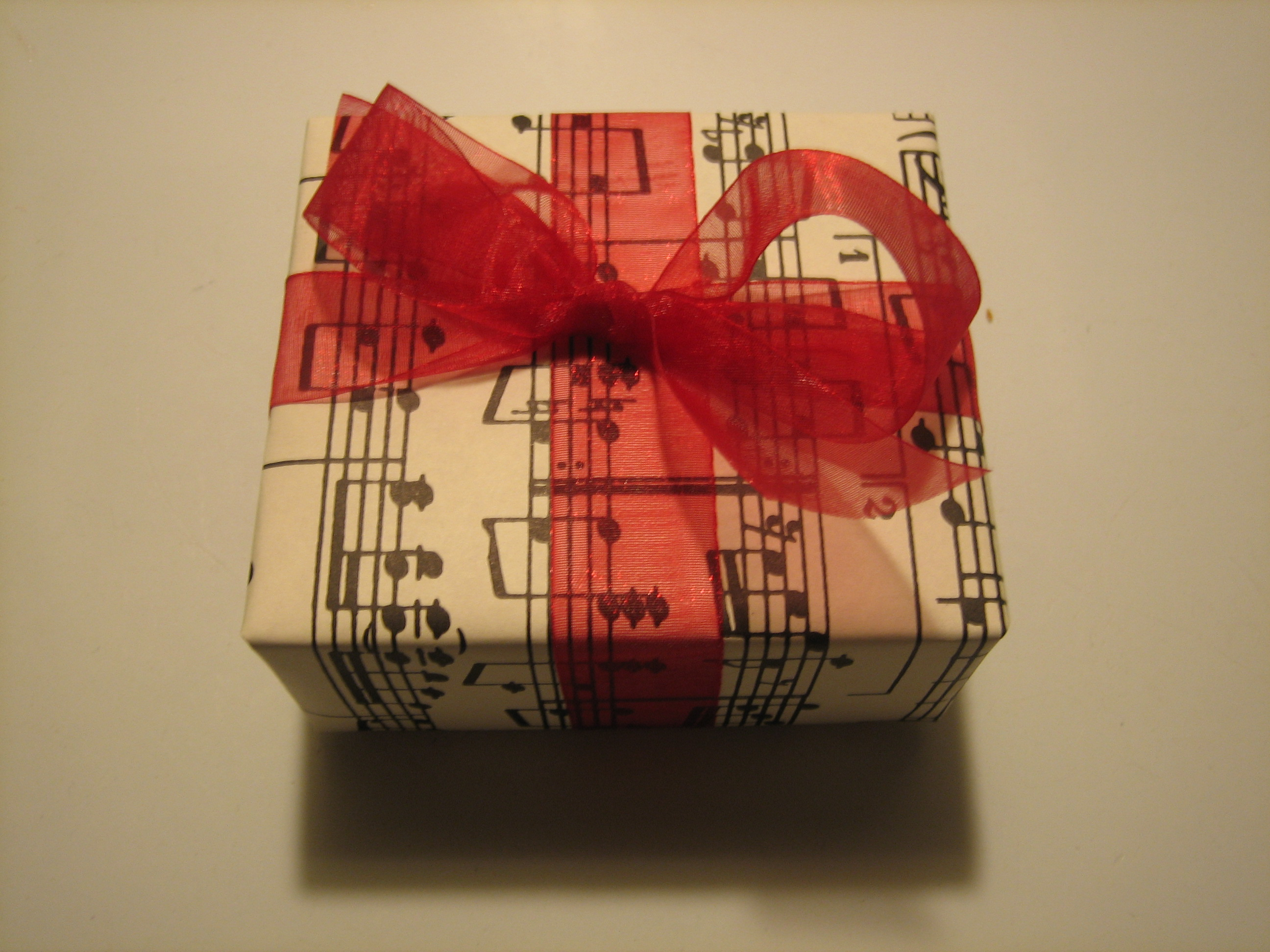
Il dono si avvale spesso di forme esteriori di presentazione (packaging)

Per dono (detto anche regalo) si intende la donazione di un bene da un soggetto ad un altro senza una compensazione diretta che deriverebbe dallo scambio commerciale con un altro bene o servizio dotato di valore economicamente valutabile, anche se il dono stesso può comportare un'aspettativa, o un ritorno in termini di prestigio o simili. In molte società umane, il gesto di scambiarsi doni a vicenda è la manifestazione di reciprocità, contribuendo alla coesione sociale. Per estensione, il termine "dono" si può riferire a qualunque cosa fatta liberamente e spontaneamente, atta a rendere l'altro più felice o meno triste, come ad esempio un favore, un atto di perdono o di gentilezza.

## Bronisław Malinowski
L'antropologo Bronisław Malinowski  usa l'espressione "dono puro" per definire la forma di dono disinteressata.

## Teoria del dono di Marcel Mauss
Lo studioso francese Marcel Mauss ha elaborato negli anni 1920 una teoria del dono dal punto di vista antropologico, basandosi sui risultati di famose ricerche etnografiche. Tra gli scritti di Marcel Mauss su "L'Année sociologique" (poi raccolti in volume in Saggio sul dono. Forma e motivo dello scambio nelle società arcaiche.) ci sono contributi di riflessione sulla cultura, sulla magia dei rituali, del sacrificio e dello scambio dei doni (ad esempio: braccialetti di conchiglie rosse scambiati con braccialetti di conchiglie bianche tra melanesiani e polinesiani) per rafforzare la fiducia dei popoli, contrastando conflitti e guerre. Secondo la sua teoria il dono per quanto spontaneo, vincola il ricevente al donatore in attesa di una sua restituzione, perché è parte di un sistema di obblighi e diritti proprio della società in cui si appartiene.

## La reciprocità secondo  Marshall Sahlins
L'antropologo Marshall Sahlins seguendo la traccia di Mauss, nel 1972 pubblica il saggio "L'economia dell'età della pietra", nel quale analizza le transazioni nelle società premonetarie, distinguendo tre tipi di reciprocità: reciprocità generalizzata che rappresenta l'estrema solidarietà ; reciprocità equilibrata è rappresentata dallo scambio diretto e contestuale; reciprocità negativa è rappresentata da uno scambio teso al massimo profitto personale al cui estremo troviamo il furto vero e proprio.    

## Teoria di Jean-Luc Marion
Per Jean-Luc Marion la vera donazione è quella fatta a sconosciuti 

## Economia del dono
Per economia del dono si intende la forma di scambio economico basata sul valore d'uso, cioè la capacità di un bene o di un servizio di soddisfare un dato fabbisogno.
L'economia del dono si contrappone all'economia tradizionalmente intesa, che si basa, invece, sul valore di scambio (o valore commerciale).